# Мало Корриган
«Мало Корриган: Космический рейнджер» (фр. Malo Korrigan et les Traceurs de l'espace) — мультипликационный фантастический сериал, производство Франции.

## Сюжет
Устав от войн, более 200 планет решили объединиться. Так появилась Космократическая Лига. Процветанию и миру во Вселенной мешает могущественный Консорциум во главе с Яго Корчариасом. Чтобы держать в повиновении планеты Консорциум строит тайную армию боевых роботов, производит запрещенные Лигой биохимическое оружие и генетические опыты, устраивает эпидемии, уничтожая целые космические расы. Грубому и несправедливому правлению Консорциума отважились противостоять независимые космические рейнджеры. А самые известные из них — капитан тягача «Стардюк» Мало Корриган, его второй пилот Саяна Барра и «старый космический волк», механик Джонас.

## Эпизоды
1. Sio Dolderan
2. Ancien combattant
3. Opération Sharatan
4. Daïsukis
5. Rompre la glace
6. Gruiks
7. Mémoire vivante
8. Pacem
9. Xox
10. Fahrenheit
11. Les monstres ne sont pas ceux qu’on croit
12. Sauvetage
13. Réunion
14. Piège en boucle
15. Rencontre lointaine
16. Un étrange cadeau
17. Roll over Mac Murphy
18. Mille millièmes de secondes
19. Question de confiance
20. Soleil noir
21. Poursuivez vos rêves
22. Mauvais esprit
23. Alison Bracket
24. Ce que tu abandonnes
25. Mouandibi
26. Hors-la-loi